# Heartbreak Lullaby
«Heartbreak Lullaby» es el segundo y último sencillo del grupo A-Teens del álbum New Arrival, que fue lanzado junto con la banda sonora de la película The Princess Diaries en Europa y Asia. La canción fue escrita por Jan Kask, Peter Mansson y Cathy Dennis.
El sencillo tuvo una promoción mínima debido a la gran competencia de los lanzamientos de invierno de muchos otros artistas.
"... To The Music" fue originalmente planeado como el cuarto sencillo de este álbum, pero Disney quería que los A-Teens participaran en la banda sonora de la película The Princess Diaries. La película ya había sido estrenada en los Estados Unidos y América Latina , por esta razón, el sencillo fue lanzado solamente en Europa y Asia.
La canción alcanzó a ser la número seis en las listas suecas y setenta y siete en las listas alemanas en diciembre de 2001.
El sencillo se lanzó junto con la canción "I Wish It Could Be Christmas Everyday", que fue incluida después en una Recopilación de canciones Navideñas de Disney para el mercado americano.
A pedido del público, la canción fue lanzada en radio y televisión en México en enero de 2002 para promocionar el álbum "Teen Spirit - Nueva Versión". Lamentablemente, no consiguió una completa atención del público y solo alcanzó el puesto cincuenta y ocho en el Airplay Chart.
Para la promoción en radio y para el vídeo, se utilizó el Mix de "Ray Hedges 7" en lugar de la versión original. La versión balada del álbum fue incluida en los álbumes Greatest Hits y New Arrival.

## Videoclip
El vídeo fue filmado en Alemania y cuenta con escenas de la película The Princess Diaries.

## Lanzamientos
Sencillo en CD (Europa)
1. «Heartbreak Lullaby» [Remix Ray Hedges 7"] - 4:07
2. «I Wish It Could Be Christmas Everyday» - 3:19

Maxi-CD en Europa / Sudáfrica
1. «Heartbreak Lullaby» [Remix Ray Hedges 7"] - 4:07
2. «Heartbreak Lullaby» [Versión Balada] - 4:08
3. «Heartbreak Lullaby» [Remix Europop] - 3:35
4. «Heartbreak Lullaby» [Mix Techno Earthbound] - 4:14
5. «I Wish It Could Be Christmas Everyday» - 3:19